# Base aérea Edwin Andrews
La Base aérea Edwin Andrews (IATA-ZAM, ICAO: RPMZ) se encuentra en Zamboanga, en la isla de Mindanao al sur de Filipinas. La base opera a través de la pista 09/27, que tiene una longitud de 2 611 m (8 566 pies), junto con el Aeropuerto Internacional de Zamboanga y lleva a cabo las operaciones aéreas contra los insurgentes como el Frente Moro de Liberación Islámica.
La Base Aérea Edwin Andrews fue construida por el español Alegre C. Ledesma como Aeródromo San Roque. La base más tarde fue rebautizada como Campo Moret Campo en honor de Pablo Moret, un infante de marina y coronel que murió en 1943 a causa de un accidente de avión. El 15 de marzo de 1945, las fuerzas estadounidenses restablecieron sus unidades y consecutivamente mejoraron la base con la ayuda de la unidad de construcción de aeródromos del Ejército de los Estados Unidos, junto con las fuerzas filipinas.
El 6 de diciembre de 1956, una base aérea militar se estableció en el aeropuerto y pasó a llamarse Base Aérea Edwin Andrews en honor del general Edwin Andrews, el primer filipino de posguerra comandante de la PAF que perdió la vida cuando el Lili Marlene se estrelló en 1947.